# هولي مكاي
هولي مكاي (بالإنجليزية: Hollie McKay)‏ هي صحفية أسترالية، ولدت في 5 أكتوبر 1985 في ماكاي في أستراليا.